# Luis Ignacio Fernández de Córdoba y Enríquez de Ribera
Luis Ignacio Raimundo Fernández de Córdoba-Figueroa y Enríquez de Ribera (Montilla, 6 de setembre de 1623-26 d'agost de 1665) va ser un noble castellà, VI marquès de Priego i VI duc de Feria, senyor de les cases de Córdoba, Aguilar i Montilla. Fill d'Alonso Fernández de Córdoba i de Juana Enríquez de Ribera. Va ser nomenat cavaller de l'Orde del Toisó d'Or. El rei Felip IV de Castella va atorgar a la seva casa la cobertura de Grandesa d'Espanya de primera classe. Es va casar amb Mariana Fernández de Córdoba-Cardona-Aragón y Pimentel, filla d'Antonio Fernández de Córdoba VII duc de Sessa, a Cabra el 3 de desembre de 1641. El matrimoni va tenir els següents fills:
- Luis Mauricio (1650-1690)
- Juana María (1652-1720)
- Alonso (1653-1699)
- Antonio (1655-1727)
- Francisco Bernabé (1656-1702)
- María Teresa (1657-?)
- Josefa (1658-1659)
- Mariana (1660-?)
- Ana (1662-?)
- María de la Concepción (1663-?)